# Xestia fennica
Xestia fennica là một loài bướm đêm trong họ Noctuidae.